# The Dark Pictures: Switchback VR
The Dark Pictures: Switchback VR — компьютерная игра в жанре rail shooter, разработанная и изданная Supermassive Games для PlayStation VR2. Релиз игры состоялся 16 марта 2023 года. Игра является спин-оффом серии The Dark Pictures Anthology, в котором игрок катается на американских горках в хоррор-антураже.

## Сюжет

### Пролог
Игра начинается в поезде, где главный герой, в роли пассажира, сидит рядом с персонажами из The Devil in Me, потом идёт женщина которая разговаривает со своей сестрой и после этого поезд попадает в крушение.

### Крушение корабля-призрака: Первый рейс
Игрок по вагонетке путешествует по тонущему кораблю, минуя пожары в топливном отсеке, тёмные и сырые коридоры, кренящиеся палубы. На этом уровне на игрока нападают проклятые моряки, двуглавые монстры, а также орды крыс. 

### Проклятый лес: Забудь надежду
Игрок по вагонетке путешествует по хмурому лесу погружается в полные чудовищ дома, следует по улицам опустевшего и сомлевшего в тумане города. 

### Затерянные руины: Древнее святилище
Данный эпизод происходит в локации до катакомб, которые сталкивались герои из The Dark Pictures Anthology: House of Ashes.

### Отель смерти: Приятного отдыха
Действия данного эпизода разворачиваются из другой части антологии игры под названием The Dark Pictures Anthology: The Devil in Me. Игроку придётся сражаться против боссов, которые на выливают на вас струи кислоты, и игроку придётся отгонять путями, отодвигать резервуар или попасть под бурлящую жижу - гарантированная смерть.

## Игровой процесс
В игре есть локации из предыдущих частей серии: Man of Medan, Little Hope, House of Ashes и The Devil in Me. Игроку придётся сталкиваться с антагонистами из предыдущих частей антологии по типу Морячки в окончательной форме из Man of Medan. Геймплей идентичен Rush of Blood: игрок катается на американских горках в локациях Until Dawn, попутно отстреливаясь от врагов.

## Разработка
В феврале 2022 года Supermassive Games подала заявки на товарные знаки для шести потенциальных будущих игр, включая Switchback VR. В отличие от предыдущих игр серии, Switchback VR не будет издана Bandai Namco Entertainment, вместо этого игра будет издана самим разработчиком.
Изначально Supermassive Games планировала выпустить игру 22 февраля 2023 года, но выход перенесли на 16 марта 2023 года.

## Отзывы критиков
| Сводный рейтинг    | Сводный рейтинг |
| Агрегатор          | Оценка          |
| ------------------ | --------------- |
| Metacritic         | 69/100          |
| OpenCritic         | 69/100          |
| Иноязычные издания |                 |
| Издание            | Оценка          |
| Destructoid        | 7,5/10          |
| Eurogamer          | 7/10            |
| IGN                | 6/10            |
| Push Square        | [ 16 ]          |

The Dark Pictures: Switchback VR получила смешанные отзывы, согласно агрегатору рецензий Metacritic.
Тейлор Лайлс из IGN поставила игре 6/10, заявив, что Switchback — забавный аркадный шутер, но его продолжительность, слабый сюжет и отсутствие страха сдерживает его.
Крис Картер из Destructoid поставил игре 7,5/10, заявив, что Switchback VR — солидная и однозначно имеющая аудиторию игра, но отметил, что у неё присутствуют недостатки, которые трудно игнорировать.
Пшемыслав Вантухович из Eurogamer поставил игре 7/10, похвалив за отличную съёмку, гениально проработанные уровни, напоминающие настоящий дом страхов, но критиковав за устаревшую графику, короткое приключение.